# 齿苞黄堇
齿苞黄堇（学名：Corydalis wuzhengyiana）为罂粟科紫堇属下的一个种。

## 扩展阅读
- 維基物種上的相關：齿苞黄堇